# Teoria del control òptim

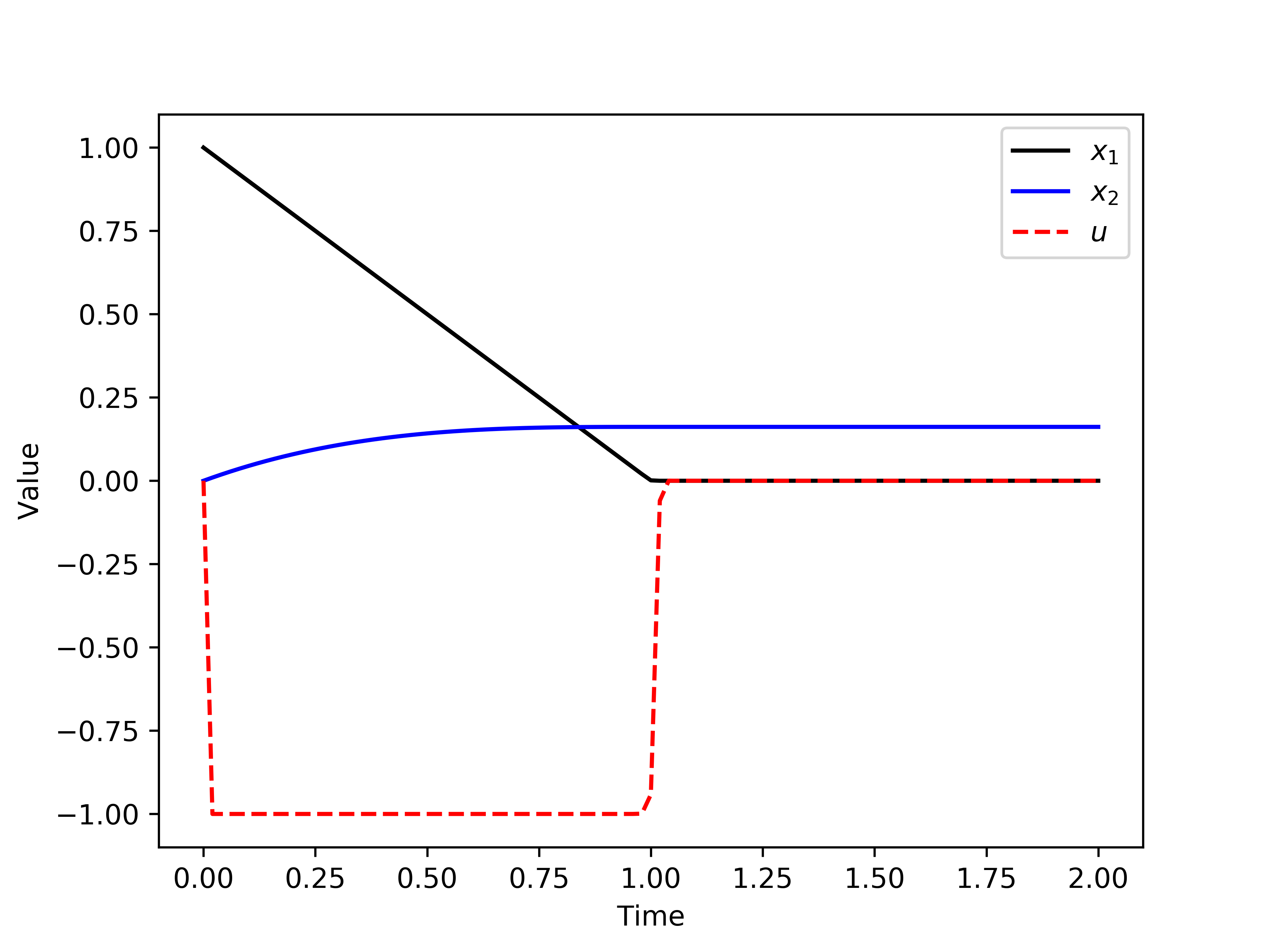
Punt de referència del problema de control òptim (Luus) amb un objectiu integral, desigualtat i restricció diferencial.

La teoria del control òptim és una branca de l'optimització matemàtica que s'ocupa de trobar un control per a un sistema dinàmic durant un període tal que s'optimitzi una funció objectiu. Té nombroses aplicacions en ciència, enginyeria i investigació operativa. Per exemple, el sistema dinàmic podria ser una nau espacial amb controls corresponents als propulsors de coets, i l'objectiu podria ser arribar a la Lluna amb una despesa mínima de combustible. O el sistema dinàmic podria ser l'economia d'una nació, amb l'objectiu de minimitzar l'atur; els controls en aquest cas podrien ser de política fiscal i monetària. També es pot introduir un sistema dinàmic per incrustar problemes d'investigació operativa en el marc de la teoria del control òptim.
El control òptim és una extensió del càlcul de variacions, i és un mètode d'optimització matemàtica per derivar polítiques de control. El mètode es deu en gran part al treball de Lev Pontryagin i Richard Bellman a la dècada de 1950, després de les contribucions al càlcul de variacions d'Edward J. McShane. El control òptim es pot veure com una estratègia de control en la teoria del control.
El control òptim tracta el problema de trobar una llei de control per a un sistema determinat de manera que s'assoleixi un determinat criteri d'optimitat. Un problema de control inclou una funció de cost que és una funció de les variables d'estat i de control. Un control òptim és un conjunt d'equacions diferencials que descriuen els camins de les variables de control que minimitzen la funció de cost. El control òptim es pot derivar utilitzant el principi màxim de Pontryagin (una condició necessària també coneguda com a principi mínim de Pontryagin o simplement principi de Pontryagin), o resolent l'equació de Hamilton–Jacobi–Bellman (una condició suficient).